# Le Signal de feu
Pour plus de détails, voir Fiche technique et Distribution.
Le Signal de feu (Annie Laurie) est un film américain réalisé par John S. Robertson, sorti en 1927.

## Synopsis
Dans les Highlands, Annie Laurie, la fille du gouverneur, se trouve mêlée à la guerre entre les clans MacDonald et Campbell.

## Fiche technique
- Titre original : Annie Laurie
- Titre français : Le Signal de feu
- Réalisation : John S. Robertson
- Scénario : Josephine Lovett
- Intertitres : Marian Ainslee et Ruth Cummings
- Direction artistique : Cedric Gibbons, Merrill Pye
- Costumes : André-ani
- Photographie : Oliver T. Marsh
- Montage : William Hamilton
- Société de production : Metro-Goldwyn-Mayer
- Société de distribution : Metro-Goldwyn-Mayer
- Pays de production :  États-Unis
- Langue originale : anglais
- Format : couleur (Technicolor) (dans la troisième bobine) / noir et blanc — 35 mm — 1,37:1 — Film muet
- Genre : Comédie dramatique
- Durée : 80 minutes
- Date de sortie :
  - États-Unis : 11 mai 1927
- Affiche : Jacques Bonneaud (France)

## Distribution
- Lillian Gish : Annie Laurie
- Norman Kerry : Ian MacDonald
- Creighton Hale : Donald
- Joseph Striker : Alastair
- Hobart Bosworth : le chef du clan MacDonald
- Patricia Avery : Enid
- Russell Simpson : Sandy
- Brandon Hurst : le chef du clan Campbell
- David Torrence : Sir Robert Laurie
- Frank Currier : Cameron of Lochiel
- John Wayne : un figurant (non crédité)

## Autour du film
- Le film fut redécouvert en 1987 lorsqu'un collectionneur privé fit don d'une copie à la Société historique de l'Oregon (en), qui la remit alors à la Bibliothèque du Congrès pour qu'elle soit préservée[1]